# Encephalartos heenanii
Encephalartos heenanii är en kärlväxtart som beskrevs av Robert Allen Dyer. Encephalartos heenanii ingår i släktet Encephalartos och familjen Zamiaceae. IUCN kategoriserar arten globalt som akut hotad. Inga underarter finns listade i Catalogue of Life.